# Voorbijlandvaart
Voorbijlandvaart is de handelsvaart tussen een vertrekhaven en een eindbestemming, waarbij de stapelmarkt wordt overgeslagen.
Door de opkomst van de voorbijlandvaart voeren in de 18e eeuw steeds meer schepen voorbij de Republiek der Nederlanden, met name aan de Amsterdamse stapelmarkt, wat een teruggang in de handel en economie veroorzaakte, gecombineerd met de opkomst van concurrentie, oorlogen met Engeland en Frankrijk en het mercantilisme.